# Захар Кулага
Захар Кулага — гетьман в 1585 і 1589 роках.

## Життєпис
Даних про життя З. Кулаги збереглося мало. Достовірно відомо, що в 1589 році Кулага був кошовим отаманом запорозького коша на Запорозькій Січі. З його ініціативи на Дніпрі була сформована козацька флотилія, яка вирушила в похід на Крим.
В 1589 р., козаки здійснили один з найбільших своїх походів. Весною-літом 1589 р. загін козаків вийшов в море і поблизу міста Козлова (сучасна Євпаторія) захопив османське торговельне судно. Потім козаки чисельністю 800—1500 чоловік на чайках на чолі з отаманом Захаром Кулагою під час ярмарку увірвались в Козлов, зруйнували місто, звільнили багатьох полонених. Однак у бою за місто отаман загинув. Решта козаків, незважаючи на переслідування кримского хана Кази-Гірея, встигли втекти.

## Джерело
- Українське життя в Севастополі [Архівовано 4 червня 2013 у Wayback Machine.]